# アル・プラザ茨木
アル・プラザ茨木（アル・プラザいばらき）は、大阪府茨木市にあるショッピングセンター。平和堂が運営している。

## 概要
近隣の徒歩圏内には鉄道駅がない郊外型ショッピングセンターである。なお、最寄りの幹線道路には名神高速道路茨木インターチェンジや国道171号などがある。
1990年5月に出店を届出し、茨木市の中部にあたる上郡に、アル･プラザ枚方、アル･プラザ香里園に次ぐ大阪府内では3店舗目の大型店舗として2000年10月26日に開業した。
アル・プラザ茨木の出店予定時の1992年5月には、百貨店の「茨木そごう」が近隣に開業を目指して届け出ていたが、経営悪化により出店が中止された。その後茨木そごう建設予定地だった場所には、競合となる総合小売業のマイカル（現：イオンリテール）による大型ショッピングセンターの設置が届け出され、2001年1月1日に「マイカル茨木」（現：イオンモール茨木）が開業した。
- 設計・監理：清水建設
- 売場面積：12,946m2
- 建物構造：地下1階・地上3階建て（地階：駐車場、1-3階：売場、屋上：駐車場）
- 構成：平和堂と36の専門店
- 住所：大阪府茨木市上郡2丁目12番8号
- 営業時間：10時 - 21時

## フロア構成
各階とも平和堂の店舗が比較的多くの面積を占めるが、その他の店舗群による専門店街も形成されている。
- 地階：駐車場
- 1階：食品・服飾とレストラン街のフロア
  - 専門店街は、ファーストフードの飲食店などが多く出店しているほか、金融機関（北おおさか信用金庫）のインストアブランチが出店している。
- 2階：ファッションのフロア
  - 専門店街は雑貨店などのほか、歯科医院が出店している。
- 3階：子供と暮らしのフロア
  - 専門店街は、書店・マッサージ店・幼児教室・アミューズメント店が出店している。
- 屋上：駐車場